# Monte Zoncolan
Der Monte Zoncolan (Çoncolan in friaulisch) ist ein 1750 Meter hoher Berg in den Karnischen Alpen.
Er liegt in der italienischen Region Friaul-Julisch Venetien, etwa 20 km südlich des Plöckenpasses.
Der Berg kann über eine Passstraße erreicht werden, die die beiden Orte Ovaro und Sutrio miteinander verbindet.

## Skigebiet
In den letzten Jahren entstand an der östlichen Seite des Berges eines der wichtigsten Skigebiete der Region Friaul-Julisch Venetien. Auf einer Höhe von 900 m bis 1995 m stehen den Skifahrern 13 Lifte und 22 km Skipisten zur Verfügung. Von Ravascletto aus führt eine Funifor-Pendelbahn auf den Gipfel des Monte Zoncolan, mit deren Hilfe Besucher das Skigebiet erreichen können. Weiterhin bietet sich die Möglichkeit, Langlaufstrecken mit einer Länge von 2,5 km auf dem Berg, sowie 55 km im Tal zu nutzen.

## Radsport
Der Monte Zoncolan ist vor allem durch den Radsport bekannt geworden. Der Anstieg zum Gipfel gilt als einer der steilsten und schwierigsten in ganz Europa. In den Jahren 2003, 2007, 2010, 2011, 2014, 2018 und 2021 war der Berg Etappenziel des Giro d’Italia. Gilberto Simoni konnte die Etappe 2003 und 2007 für sich entscheiden, 2010 gewann Ivan Basso, 2011 Igor Antón als erster Nicht-Italiener, 2014 Michael Rogers und 2018 Chris Froome. Im Jahre 2021 gab es auf der 14. Etappe mit Lorenzo Fortunato einen Überraschungssieger.

## Liste der Auffahrten

Profil der Steigung von Ovaro

- Ovaro – Westauffahrt

Die Westauffahrt des Monte Zoncolan gilt als einer der schwersten Anstiege des Radsports. Als Vergleich können lediglich die Steigung nach Alto de Angliru in Spanien oder das Kitzbüheler Horn in Österreich herangezogen werden. Die Fahrer müssen auf einer Strecke von 10,5 km 1210 Höhenmeter bewältigen. Die Durchschnittssteigung liegt somit bei 11,5 %, wobei jedoch Spitzenwerte von bis zu 22 % erreicht werden.
Nachdem die Veranstalter des Giro d’Italia den Monte Zoncolan 2007 in die Streckenführung eingeplant hatten, wurden der Straßenbelag erneuert, Randbegrenzungen errichtet und die drei Tunnel unmittelbar vor dem Gipfel beleuchtet.
- Sutrio – Ostauffahrt

Diese 13,5 km lange Passstraße gilt gegenüber der Westauffahrt als deutlich einfacher. Bei diesem Anstieg sind bei einer Durchschnittssteigung von 9 % 1190 Höhenmeter zu absolvieren. Zu Beginn der Steigung wechseln sich flache Stücke und steilere Rampen ab. Jedoch stellen besonders die letzten 3,5 km vor dem Gipfel eine Herausforderung dar. Hier müssen durchschnittlich 13 %, maximal jedoch 23 % Steigung, bezwungen werden.
- Priola – alte Ostauffahrt

Durch den Neubau der oben genannten Passstraße wurde die alte Ostauffahrt von Priola (südlich Sutrio) aus ersetzt. Beide Straßen treffen jedoch 4 km vor dem Gipfel wieder aufeinander. Insgesamt sind auf der Strecke von 8,9 km 1140 Höhenmeter mit einer Durchschnittssteigung von 12,8 % zurückzulegen. Diese Strecke ist damit noch schwerer als die Westauffahrt, sie wird allerdings wegen der geringen Fahrbahnbreite und Absicherung der Straße nicht für Profiradrennen verwendet.